# Colom ullgroc
El colom ullgroc (Columba arquatrix) és un colom, per tant un ocell de la família dels colúmbids (Columbidae) que habita zones boscoses de l'Àfrica oriental i Meridional i el sud de la Península Aràbiga, al Iemen, i des d'Eritrea i Etiòpia, cap al sud, per Uganda, Kenya i l'est de la República Democràtica del Congo, fins a Angola i Sud-àfrica.